# Eucalymnatus spinosus
Eucalymnatus spinosus är en insektsart som beskrevs av Costa Lima 1923. Eucalymnatus spinosus ingår i släktet Eucalymnatus och familjen skålsköldlöss. Inga underarter finns listade i Catalogue of Life.